# 臨江街觀光夜市
臨江街觀光夜市，俗稱通化夜市或臨江夜市，是臺灣的市集，早上為市場，晚上則作為觀光夜市，位於臺北市大安區。

## 外部連結
- 臨江街觀光夜市  臺北旅遊網 （页面存档备份，存于）
- 臺北市市場處機關入口網-臨江街攤販集中場（臨江街觀光夜市或俗稱通化街夜市） （页面存档备份，存于）

1. ↑  .   [2020-11-07]. （原始内容存档于2020-11-13）.